# Grigori Dachevski
Grigori Mikhaïlovitch Dachevski, né le 25 février 1964 à Moscou et mort le 17 décembre 2013 à Moscou, est un poète, traducteur et critique littéraire russe qui a reçu le prix Andreï Biély pour la catégorie traduction, en 2011 et le prix Maurice Wachsmacher en 2010 pour sa traduction du livre de René Girard, Le Bouc émissaire.

## Carrière
Dachevski termine en 1988 ses études au département des études classiques de la faculté de philologie de l'université de Moscou. Il enseigne ensuite le latin entre 1990 et 1992, et se rend à Paris pendant une année, puis devient chargé de cours (1993-1994) pour l'histoire de la littérature à l'époque romaine à la faculté de philologie de l'université de Moscou et devient en 1993 collaborateur à la chaire des études classiques de cette faculté. En 1995-1996, il est rédacteur littéraire au journal Kommersant Il fait une année de stage à Berlin en 1996-1997. En 1998-1999, il est rédacteur au journal Nieprikosnovieni zapas (Réserve intangible). Il est critique littéraire du Kommersant-Weekend à partir de 2007, ce qui lui donne une vaste audience. Il publie également pour le Rousski telegraf, Vremia, Amadeï, etc. 
Dachevski traduit en russe à partir de l'allemand, de l'anglais et du français des œuvres de philologie, de philosophie et de littérature. Il a ainsi traduit entre autres Truman Capote, Joseph Brodsky, Vladimir Nabokov, ainsi que Dietrich Bonhoeffer et Hannah Arendt ou Karl Barth.

## Œuvre
- Папье-маше [Papier-mâché], Moscou, Vest, 1989
- Перемена поз [Changement de poses], Leipzig, 1997
- Генрих и Семен [Henri et Simon], Moscou, Kloub "Proyekt OGuI", 2000
- Дума иван-чая, Moscou, NLO, 2001

## Source
- (ru) Cet article est partiellement ou en totalité issu de l’article de Wikipédia en russe intitulé « Дашевский, Григорий Михайлович » (voir la liste des auteurs).